# تيد راي
تيد راي (بالإنجليزية: Ted Ray)‏ هو ممثل بريطاني (وحمل سابقاً جنسية المملكة المتحدة لبريطانيا العظمى وأيرلندا)، ولد في 21 نوفمبر 1905 في المملكة المتحدة، وتوفي في 8 نوفمبر 1977 بلندن في المملكة المتحدة.

## وصلات خارجية
- تيد راي على موقع IMDb (الإنجليزية)
- تيد راي على موقع روتن توميتوز (الإنجليزية)
- تيد راي على موقع قاعدة بيانات الفيلم (الإنجليزية)